# 平井光親
平井 光親（ひらい みつちか、1966年11月8日 - ）は、福岡県糟屋郡志免町出身の元プロ野球選手（外野手）、野球指導者。

## 来歴・人物
東福岡高から愛知工業大学へ進学し、愛知大学野球連盟に加盟する同校の硬式野球部に入部する。大学時代は、2年次の明治神宮大会でエース・西崎幸広（当時4年）の活躍で優勝を経験。通算65試合出場、217打数88安打、打率.406、9本塁打、50打点。首位打者1回、最優秀選手1回、ベストナイン5回受賞。
1988年のプロ野球ドラフト会議でロッテオリオンズから6位指名を受け入団。
プロ1年目の1989年より一軍初出場を果たし、3年目の1991年には外野のレギュラーとなり、打率.314で首位打者を獲得し（後述）、外野手としてベストナインにも選ばれた。以後、シュアな打撃と堅実な守備で活躍した。1998年にも打率.320でイチローに次ぐ2位。
2002年シーズン限りでの現役引退を表明し、10月18日の引退試合（対近鉄戦）では、門倉健からタイムリーツーベースを放ち、自らの引退に花を添えた。
引退後は、球団編成担当を経て、二軍打撃コーチ補佐を務めた。2008年よりロッテ球団の振興部テクニカルコーチとして、ベースボールアカデミーで海外の提携球団や、千葉県内の野球教室で指導をしていたが、2014年をもってコーチ契約を満了し退団した。
2016年12月22日、2017年1月1日付で母校の愛知工業大学の監督に就任することが発表された。

### 1991年の首位打者争い
1991年、平井はオリックスの松永浩美と壮絶な首位打者争いを繰り広げる。松永は10月6日に全日程を終了して484打数152安打で打率.3140であり、その時点で平井は342打数108安打で打率.3158で松永を上回っていたが、この時点での打席数は383打席であり、シーズンの規定打席である403打席（当時）に20打席不足していた（松永も自身の最終戦は守備についただけで打席には立っていない）。ロッテは残り7試合を残していたが、平井は最初の3試合で14打席に立ち8打数3安打3四球3犠打で乗り切り、打率.3171（350打数111安打）となった（残り4試合）。この時点で、規定までの残り6打席で少なくとも6打数1安打か、0安打でも3打席以上犠打・犠飛・四死球があれば松永を上回る状況であった。シーズン127試合目は、凡打・四球・犠打で.3162となり、残り3打席で2打数0安打なら打率.3144で平井が首位打者、3打数0安打なら打率.3136で松永が逆転という状況と変わった。シーズン128試合目は、スタメンから外れるも、1回裏に先頭の西村徳文が塁に出ると平井は代打で登場して送りバントを決め、事実上首位打者を確定させた。残りの2打席は凡退して規定打席にちょうど到達し交代、松永とわずか4毛差（.3144）で首位打者を獲得した。また、シーズン111安打（パ・リーグ20位）は2リーグ制導入以降の首位打者の安打数としては史上最少であった。

## 詳細情報

### 年度別打撃成績
| 年 度      | 球 団      | 試 合 | 打 席 | 打 数 | 得 点 | 安 打 | 二 塁 打 | 三 塁 打 | 本 塁 打 | 塁 打 | 打 点 | 盗 塁 | 盗 塁 死 | 犠 打 | 犠 飛 | 四 球 | 敬 遠 | 死 球 | 三 振 | 併 殺 打 | 打 率 | 出 塁 率 | 長 打 率 | O P S |
| ---------- | ---------- | ----- | ----- | ----- | ----- | ----- | -------- | -------- | -------- | ----- | ----- | ----- | -------- | ----- | ----- | ----- | ----- | ----- | ----- | -------- | ----- | -------- | -------- | ----- |
| 1989       | ロッテ     | 12    | 17    | 17    | 2     | 3     | 0        | 0        | 0        | 3     | 0     | 0     | 0        | 0     | 0     | 0     | 0     | 0     | 2     | 0        | .176  | .176     | .176     | .353  |
| 1990       | ロッテ     | 42    | 95    | 83    | 7     | 12    | 4        | 1        | 0        | 18    | 7     | 0     | 0        | 4     | 1     | 7     | 0     | 0     | 15    | 0        | .145  | .209     | .217     | .426  |
| 1991       | ロッテ     | 110   | 403   | 353   | 38    | 111   | 14       | 1        | 4        | 139   | 34    | 4     | 2        | 13    | 1     | 35    | 4     | 1     | 38    | 5        | .314  | .377     | .394     | .771  |
| 1992       | ロッテ     | 99    | 321   | 281   | 21    | 79    | 14       | 4        | 1        | 104   | 32    | 1     | 0        | 5     | 5     | 30    | 0     | 0     | 27    | 2        | .281  | .345     | .370     | .715  |
| 1993       | ロッテ     | 51    | 132   | 120   | 7     | 27    | 9        | 0        | 0        | 36    | 10    | 0     | 0        | 5     | 0     | 7     | 0     | 0     | 20    | 4        | .225  | .268     | .300     | .568  |
| 1994       | ロッテ     | 113   | 419   | 388   | 52    | 109   | 26       | 6        | 5        | 162   | 28    | 0     | 3        | 5     | 2     | 21    | 1     | 3     | 43    | 4        | .281  | .321     | .418     | .739  |
| 1995       | ロッテ     | 127   | 487   | 416   | 45    | 108   | 17       | 4        | 4        | 145   | 49    | 6     | 5        | 18    | 4     | 46    | 1     | 3     | 71    | 5        | .260  | .335     | .349     | .683  |
| 1996       | ロッテ     | 122   | 415   | 357   | 38    | 89    | 16       | 2        | 5        | 124   | 33    | 4     | 6        | 20    | 1     | 36    | 4     | 1     | 52    | 11       | .249  | .319     | .347     | .666  |
| 1997       | ロッテ     | 93    | 280   | 229   | 20    | 56    | 9        | 3        | 5        | 86    | 19    | 1     | 1        | 9     | 2     | 40    | 0     | 0     | 23    | 5        | .245  | .354     | .376     | .730  |
| 1998       | ロッテ     | 116   | 448   | 387   | 59    | 124   | 21       | 0        | 8        | 169   | 35    | 3     | 0        | 13    | 2     | 45    | 3     | 1     | 42    | 4        | .320  | .391     | .437     | .827  |
| 1999       | ロッテ     | 105   | 316   | 261   | 32    | 66    | 19       | 0        | 3        | 94    | 19    | 1     | 1        | 7     | 3     | 43    | 1     | 2     | 46    | 6        | .253  | .359     | .360     | .719  |
| 2000       | ロッテ     | 55    | 123   | 105   | 19    | 32    | 7        | 0        | 3        | 48    | 22    | 0     | 0        | 1     | 1     | 16    | 3     | 0     | 12    | 3        | .305  | .393     | .457     | .851  |
| 2001       | ロッテ     | 21    | 34    | 29    | 3     | 5     | 1        | 0        | 1        | 9     | 5     | 0     | 0        | 0     | 0     | 5     | 0     | 0     | 6     | 2        | .172  | .294     | .310     | .604  |
| 2002       | ロッテ     | 1     | 1     | 1     | 0     | 1     | 1        | 0        | 0        | 2     | 1     | 0     | 0        | 0     | 0     | 0     | 0     | 0     | 0     | 0        | 1.000 | 1.000    | 2.000    | 3.000 |
| 通算：14年 | 通算：14年 | 1067  | 3491  | 3027  | 343   | 822   | 158      | 21       | 39       | 1139  | 294   | 20    | 18       | 100   | 22    | 331   | 17    | 11    | 397   | 51       | .272  | .343     | .376     | .720  |

- 各年度の太字はリーグ最高

### タイトル
- 首位打者：1回 （1991年）

### 表彰
- ベストナイン：1回 （1991年）

### 記録
初記録
- 初出場：1989年4月11日、対オリックス・ブレーブス1回戦（川崎球場）、8回裏に斉藤巧の代打として出場
- 初先発出場：1989年5月24日、対福岡ダイエーホークス6回戦（平和台球場）、6番・左翼手として出場
- 初安打：1989年8月9日、対西武ライオンズ15回戦（宮城球場）、8回裏に古川慎一の代打として出場、山根和夫から単打
- 初打点：1990年5月16日、対西武ライオンズ5回戦（西武ライオンズ球場）、7回表に渡辺久信から右中間2点適時三塁打
- 初本塁打：1991年5月8日、対西武ライオンズ2回戦（川崎球場）、6回裏に石井丈裕から

節目の記録
- 1000試合出場：2000年4月14日、対日本ハムファイターズ1回戦（千葉マリンスタジアム）、7番・右翼手として先発出場 ※史上355人目

その他の記録
- オールスターゲーム出場：1回 （1998年）

### 背番号
- 49 （1989年 - 1993年）
- 2 （1994年 - 1996年）
- 21 （1997年 - 2002年）
- 72 （2006年 - 2007年）